# Jan Janusz

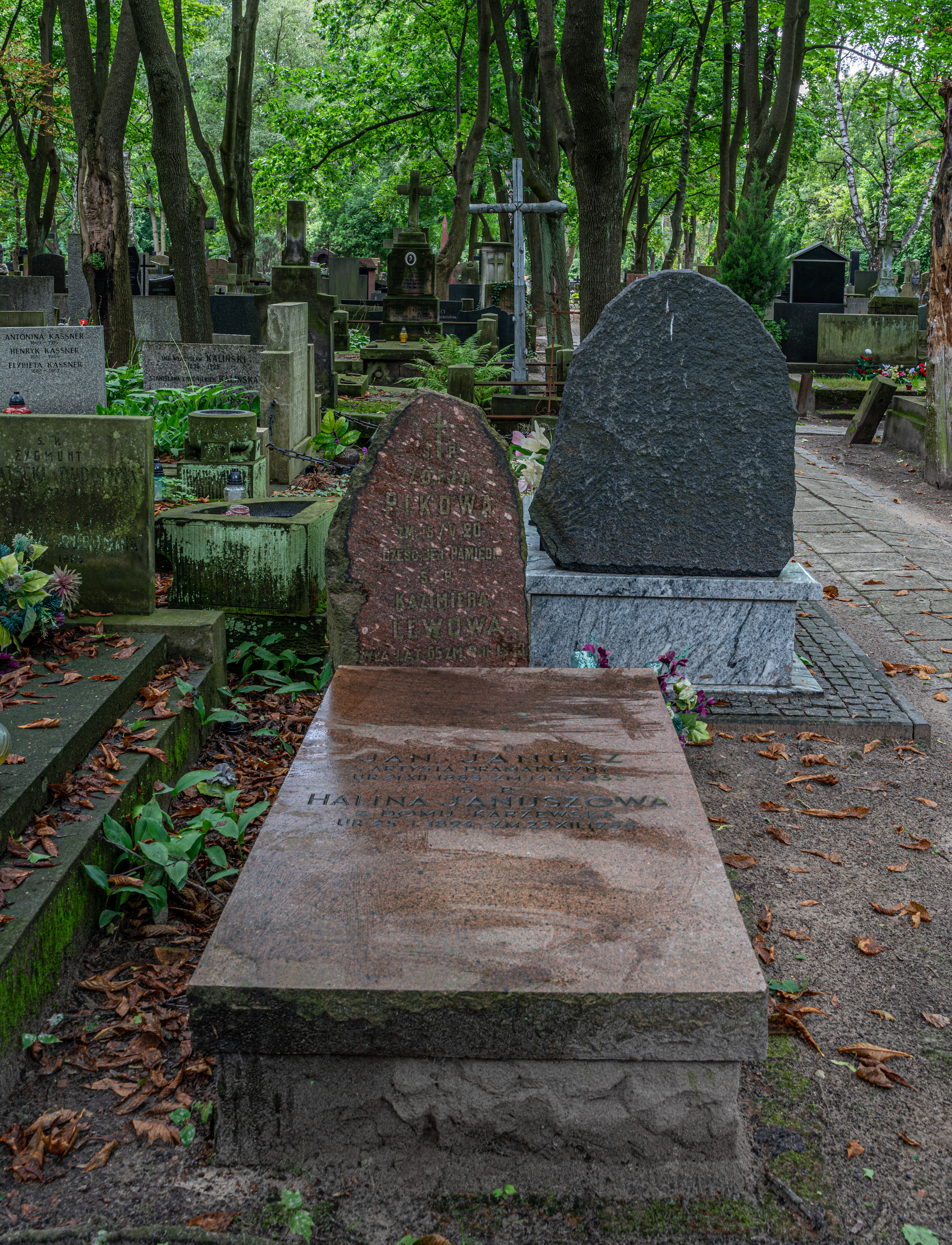
Grób Jana Janusza na Cmentarzu Powązkowskim

Jan Janusz, wł. Janusz Pik (ur. 2 grudnia 1883 w Warszawie, zm. 14 kwietnia 1935 tamże) – polski aktor teatralny i filmowy, reżyser. Działacz Związku Artystów Scen Polskich.
Jako aktor zadebiutował 16 stycznia 1904 w roli tytułowej w Urielu Akoście na scenie Teatru Ludowego w Warszawie. W 1904 przeniósł się do Lwowa, tam do 1906 występował w Teatrze Miejskim. W latach 1906–1908 występował w Łodzi. Następnie od 30 lipca 1908 do 1919 był aktorem i reżyserem w warszawskim Teatrze Rozmaitości. Sezon 1919/1920 spędził w Poznaniu. Następnie powrócił do Warszawy, gdzie występował w Teatrze Polskim i Małym. W sezonie 1923/1924 był aktorem i współdyrektorem Teatru Komedia, a w sezonie 1926/1927 reżyserem w Teatrze Ćwiklińskiej i Fertnera. Do 1927 pracował w Warszawskich Teatrach Miejskich, następnie na scenach Towarzystwa Krzewienia Kultury Teatralnej.
27 grudnia 1929 „za zasługi na polu sztuki dramatycznej” został mu nadany Złoty Krzyż Zasługi. Spoczywa na cmentarzu Stare Powązki w Warszawie (kwatera 213-3-1).

## Filmografia
- 1911: Dzieje grzechu
- 1912: Ofiara namiętności
- 1912: Krwawa dola
- 1913: Zemsta spoza grobu
- 1921: Tragedia Rosji i jej trzy epoki
- 1921: Tamten
- 1934: Czy Lucyna to dziewczyna?